# نیروگاه هسته‌ای تریلو
نیروگاه هسته‌ای تریلو (به اسپانیایی: Central nuclear de Trillo) یک نیروگاه هسته‌ای در اسپانیا است که در Trillo واقع شده‌است.